# Patinação artística na Universíada de Inverno de 1997
As competições de patinação artística na Universíada de Inverno de 1997 foram disputadas em Jeonju, Coreia do Sul, entre 24 e 2 de fevereiro de 1997.

## Medalhistas
| Evento                          | Ouro                                      | Prata                                     | Bronze                                    | Ref.  |
| ------------------------------- | ----------------------------------------- | ----------------------------------------- | ----------------------------------------- | ----- |
| Individual masculino (detalhes) | Ruslan Novoseltsev · Rússia               | Cornel Gheorghe · Romênia                 | Alexander Abt · Rússia                    | [ 1 ] |
| Individual feminino (detalhes)  | Kumiko Koiwai · Japão                     | Rena Inoue · Japão                        | Niping Tian · China                       | [ 1 ] |
| Duplas (detalhes)               | Shen Xue · Zhao Hongbo · China            | Maria Petrova · Teimuraz Pouline · Rússia | Olga Semkina · Andrei Chuvilaev · Rússia  | [ 1 ] |
| Dança no gelo (detalhes)        | Olga Sharutenko · Dmitri Naumkin · Rússia | Nina Ulanova · Mikhail Stifunin · Rússia  | Akiko Kinoshita · Yosuke Moriwaki · Japão | [ 1 ] |

## Quadro de medalhas
| Ordem | País        | Medalha de ouro | Medalha de prata | Medalha de bronze |    |
| ----- | ----------- | --------------- | ---------------- | ----------------- | -- |
| 1     | RUS Rússia  | 2               | 2                | 2                 | 6  |
| 2     | JPN Japão   | 1               | 1                | 1                 | 3  |
| 3     | CHN China   | 1               |                  | 1                 | 2  |
| 4     | ROU Romênia |                 | 1                |                   | 1  |
| TOTAL | TOTAL       | 4               | 4                | 4                 | 12 |